# Палаццо Кастильони
Пала́ццо Кастильо́ни (итал. Palazzo Castiglioni) ― палаццо (дворец), расположенный в Милане (Италия). Построен в 1901—1904 годах архитектором Джузеппе Соммаругой на Корсо Венеция, дом 47, по заказу миланского коммерсанта Эрменеджильдо Кастильони. С 1967 года в здании размещается Миланский профсоюз (Unione del Commercio). Памятник архитектуры стиля либерти (итальянского модерна).

## История
Дворец, возведённый в 1901—1904 годах, построен по заказу предпринимателя Эрменеджильдо Кастильони, который в 1886 году унаследовал большое состояние от своего деда и решил построить здание на Корсо Венеция в Милане. Он пожелал, чтобы в архитектуре здания были отражены его богатство и высокое положение в обществе. Автором проекта выступил архитектор Джузеппе Соммаруга, известный применением импозантных решений в своих постройках. Выбор заказчиком и архитектором нового, недавно вошедшего в моду стиля либерти, стал вызовом консервативной миланской элите, не привыкшей видеть современные постройки в историческом центре города.
Наиболее скандальным элементом отделки здания стала пара статуй, предназначенных для украшения главного входа. Скульптуры двух обнажённых женщин, выполненные скульптором Эрнесто Баццаро и являвшиеся аллегориями мира и промышленности, вызвали негодование: на их появление откликнулась местная газета «Бедный боец» (Guerin Meschino), а миланцы из-за них прозвали палаццо «Домом задниц» (итал. Casa delle chiappe, диал. Cà di ciapp). В результате, статуи были демонтированы и перенесены на территорию Виллы Факканони, другой постройки архитектора Джузеппе Соммаруга (1907). Столь же причудливую внутреннюю обстановку и мебель проектировал Эудженио Куарти.
В конце Второй мировой войны и некоторое время после её завершения (1945―1946) дворец был занят американской армией, что привело к утрате оригинальной деревянной мебели, использовавшейся для растопки печей. Нетронутыми остались фасад, светильники, металлические элементы декора здания.
5 марта 1957 года в рамках программы по защите памятников стиля либерти дворец был взят под контроль государства.
В 1967 году наследники семьи Кастильони продали здание Миланскому профсоюзу (Unione del Commercio). Эксперт по стилю либерти Россана Боссалья выступила против расположения здесь данной организации и попросила власти передать здание под нужды музея искусства итальянского модерна. Управляющий зданием одобрил это предложение ввиду того, что профсоюз мог усугубить состояние дворца, позволив ему продолжать нести утраты и разрушаться. Несмотря на эти опасения, в 1967 году дворец был превращён в офисное здание — при этом были сохранены фасад, главный вход, лестница, планировка комнат на первом этаже, а также здание по улице Виа-Мария. Оставшаяся часть была очищена от прежних элементов декора, на месте бывшего сада возведена постройка, ещё одна была возведена рядом со зданием на Виа-Мария.

## Архитектура
Палаццо Кастильони представляет собой художественный «манифест» стиля либерти в Милане. Здание было построено фирмой «Ghianda e Magnoni» в три этажа, с двумя фасадами, главным выходящим на Корсо Венеция, и задним, обращённым в сад, также были возведены пристройки, отделённые от основного корпуса и составляющие конюшни и гараж.
Здание имеет причудливое основание (цокольный этаж) из грубого тёсаного камня, напоминающее естественные формы скал, но с круглыми окнами. Фасад украшен лепными рельефами, вдохновлёнными искусством предыдущих веков, что характерно для искусства периода западноевропейского модерна.

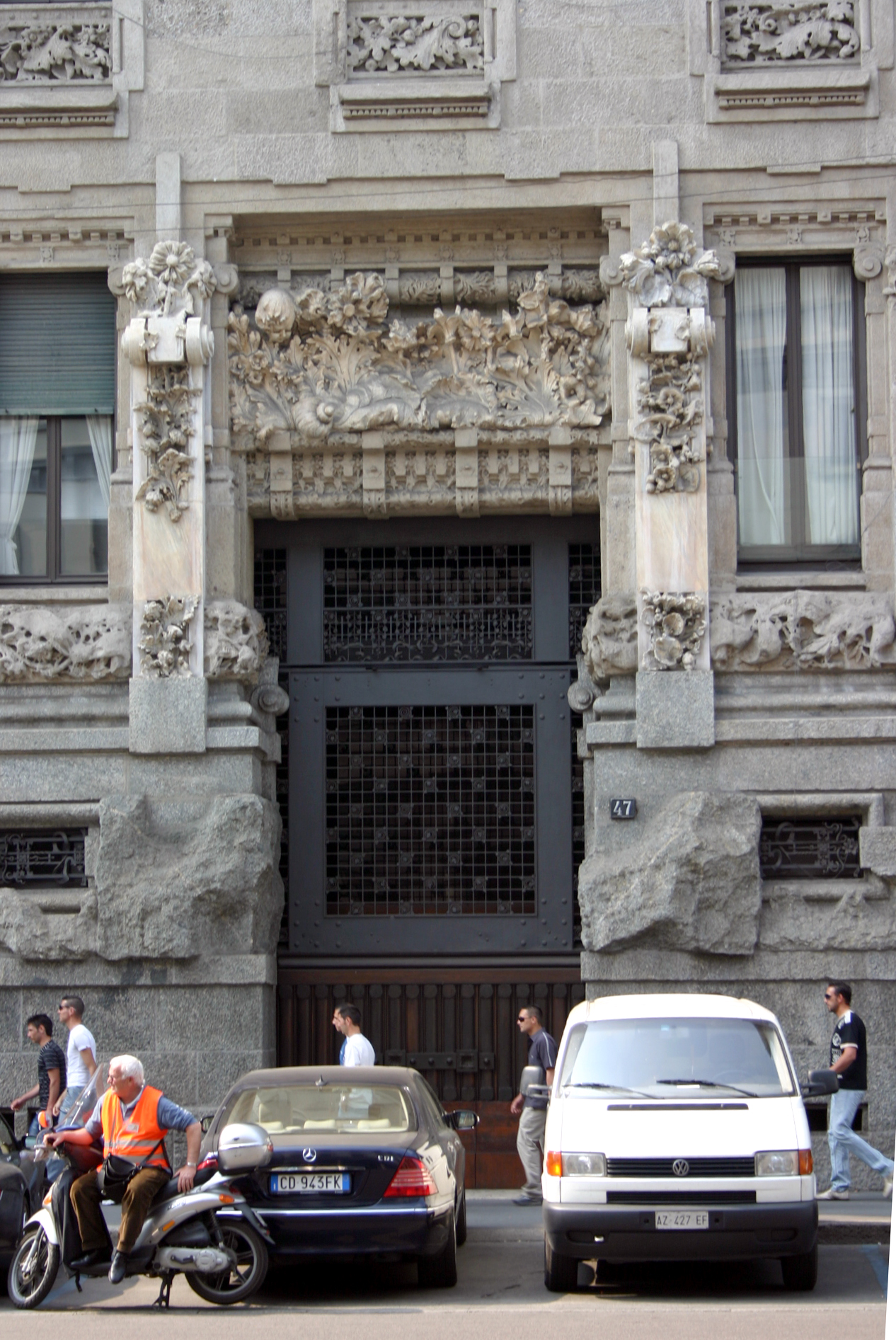
Портал Палаццо
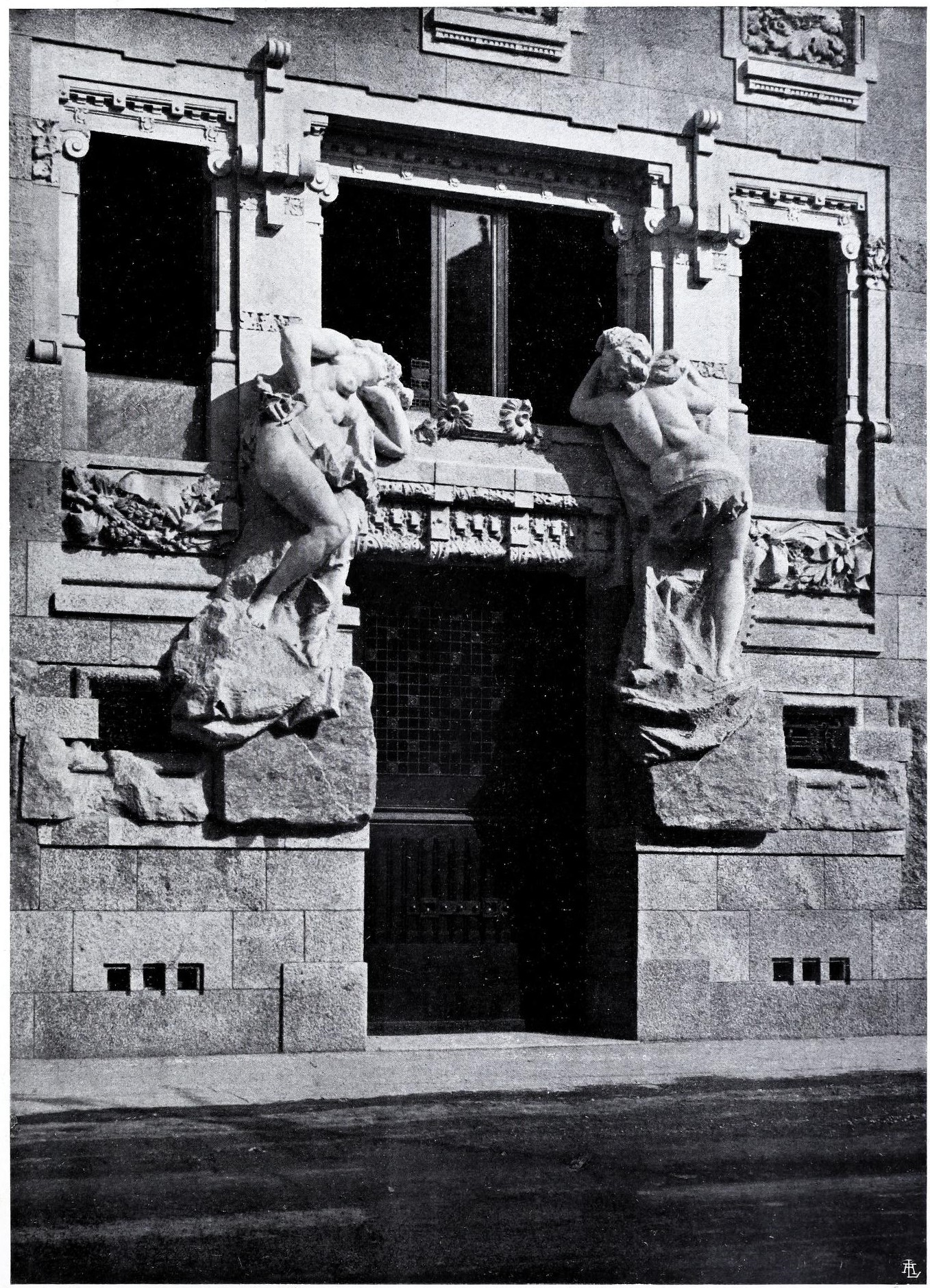
Главный фасад с порталом, оформленным статуями работы Э. Баццаро. Фотография 1905 г.
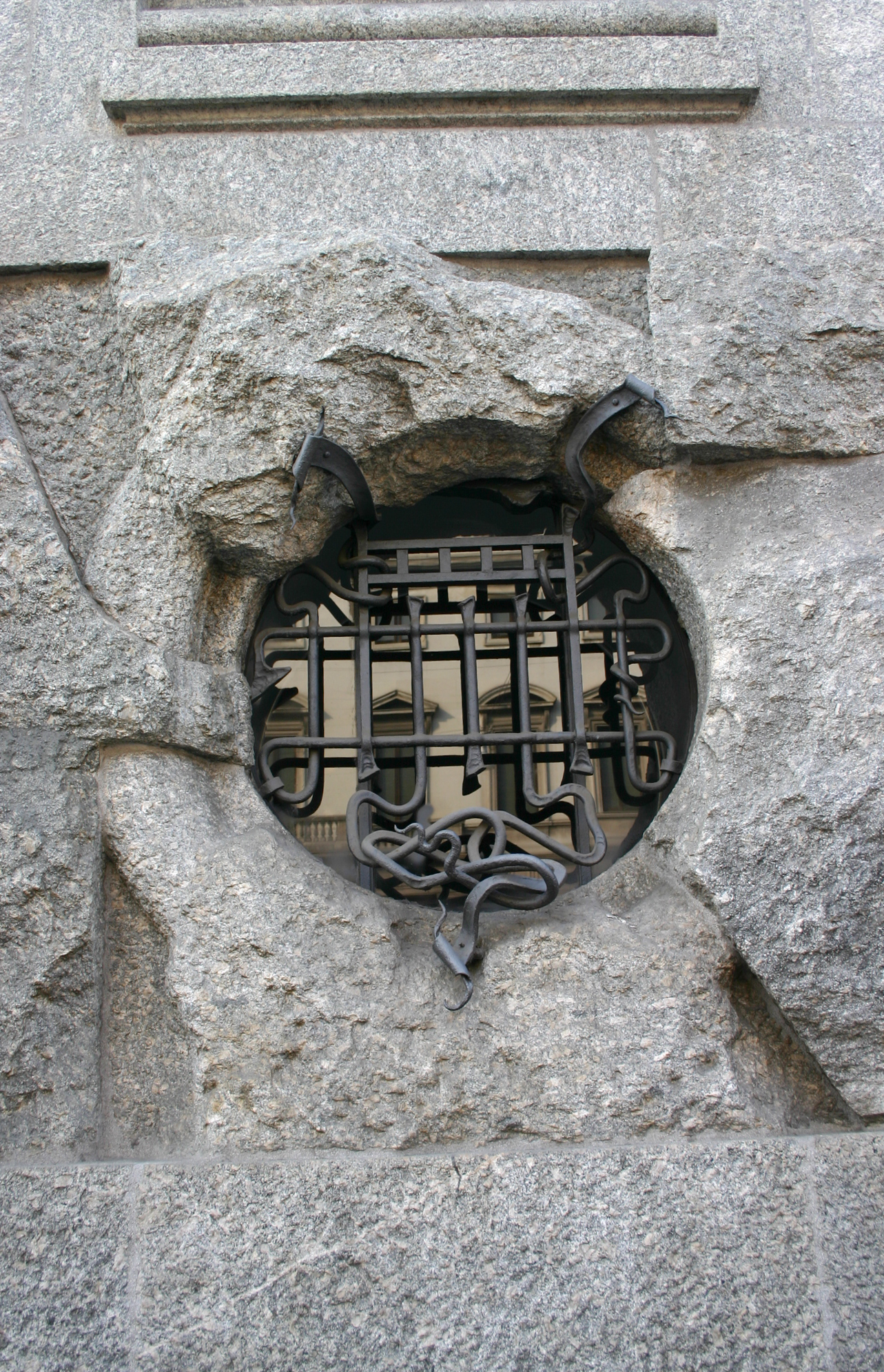
Окно цокольного этажа. Металл А. Маццукотелли
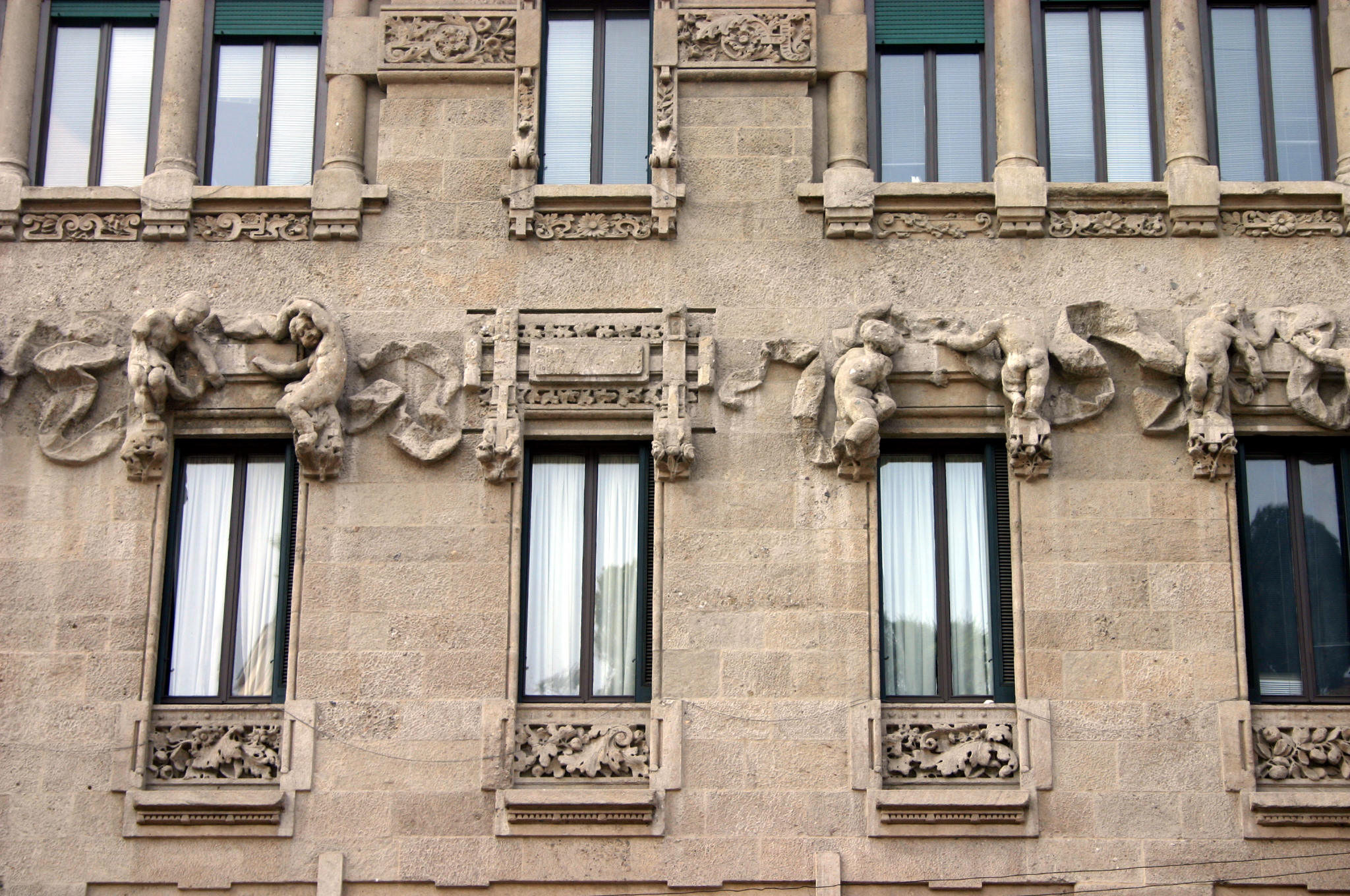
Деталь фасада
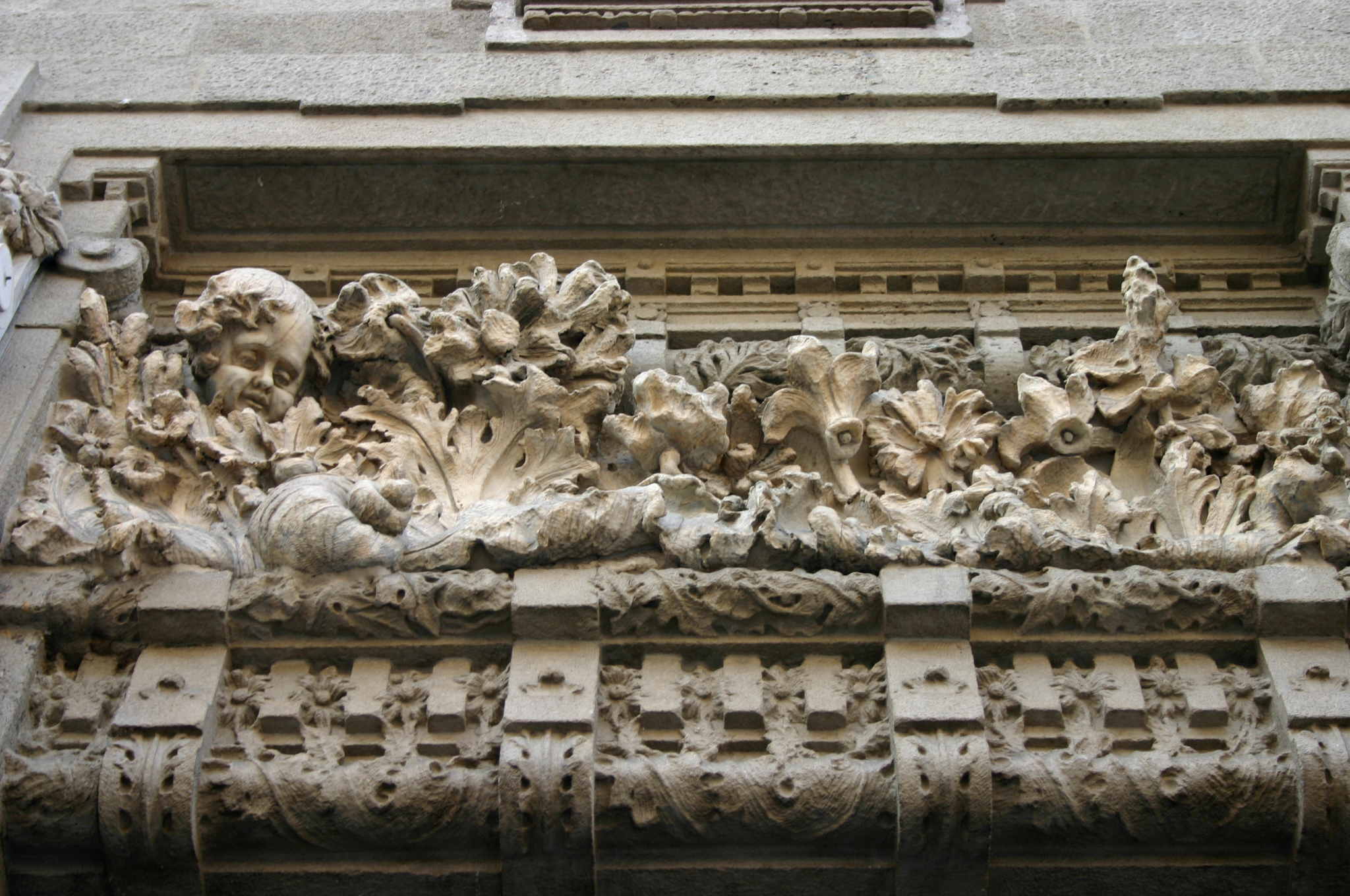
Лепной декор фасада
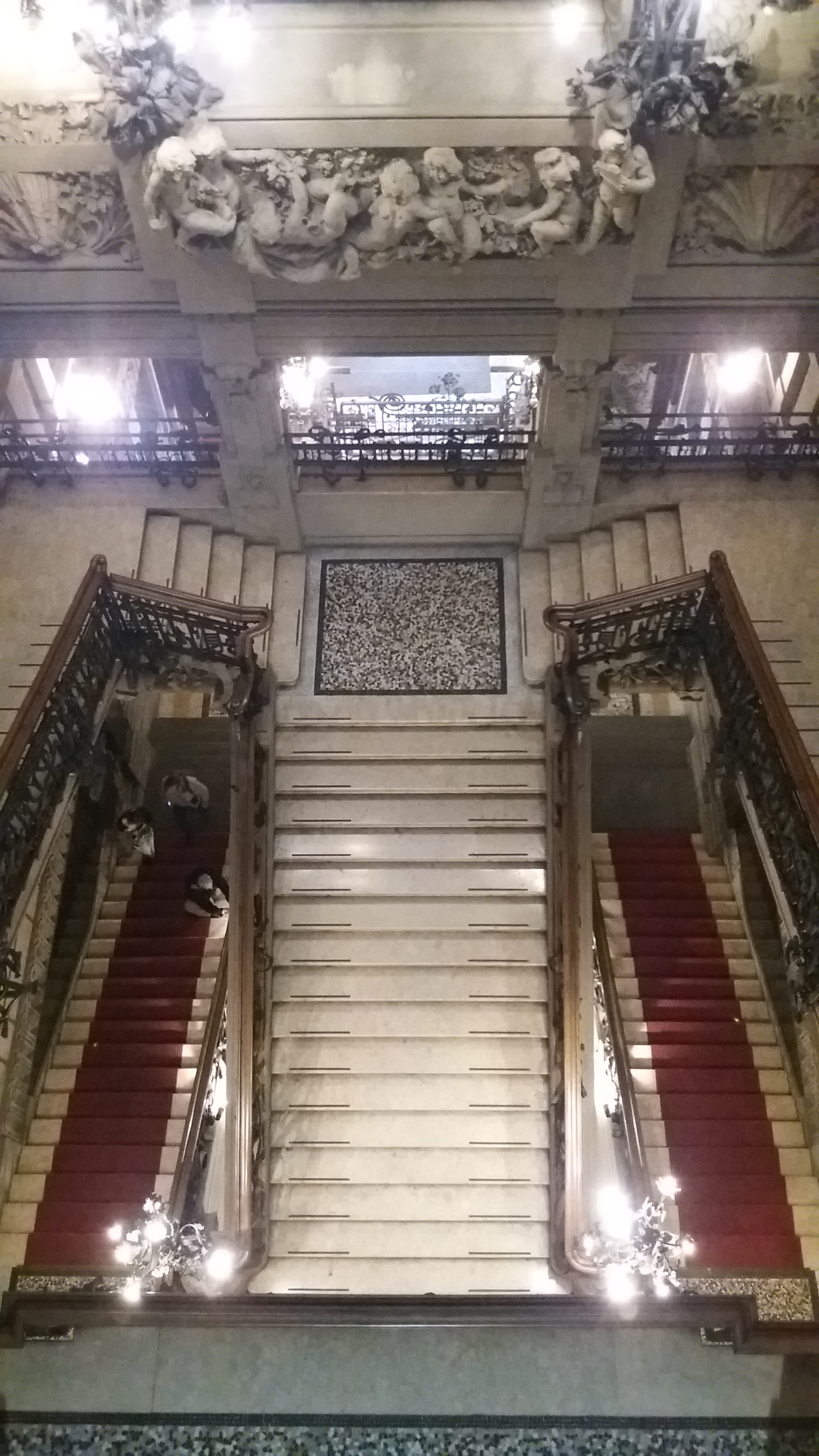
Главная лестница
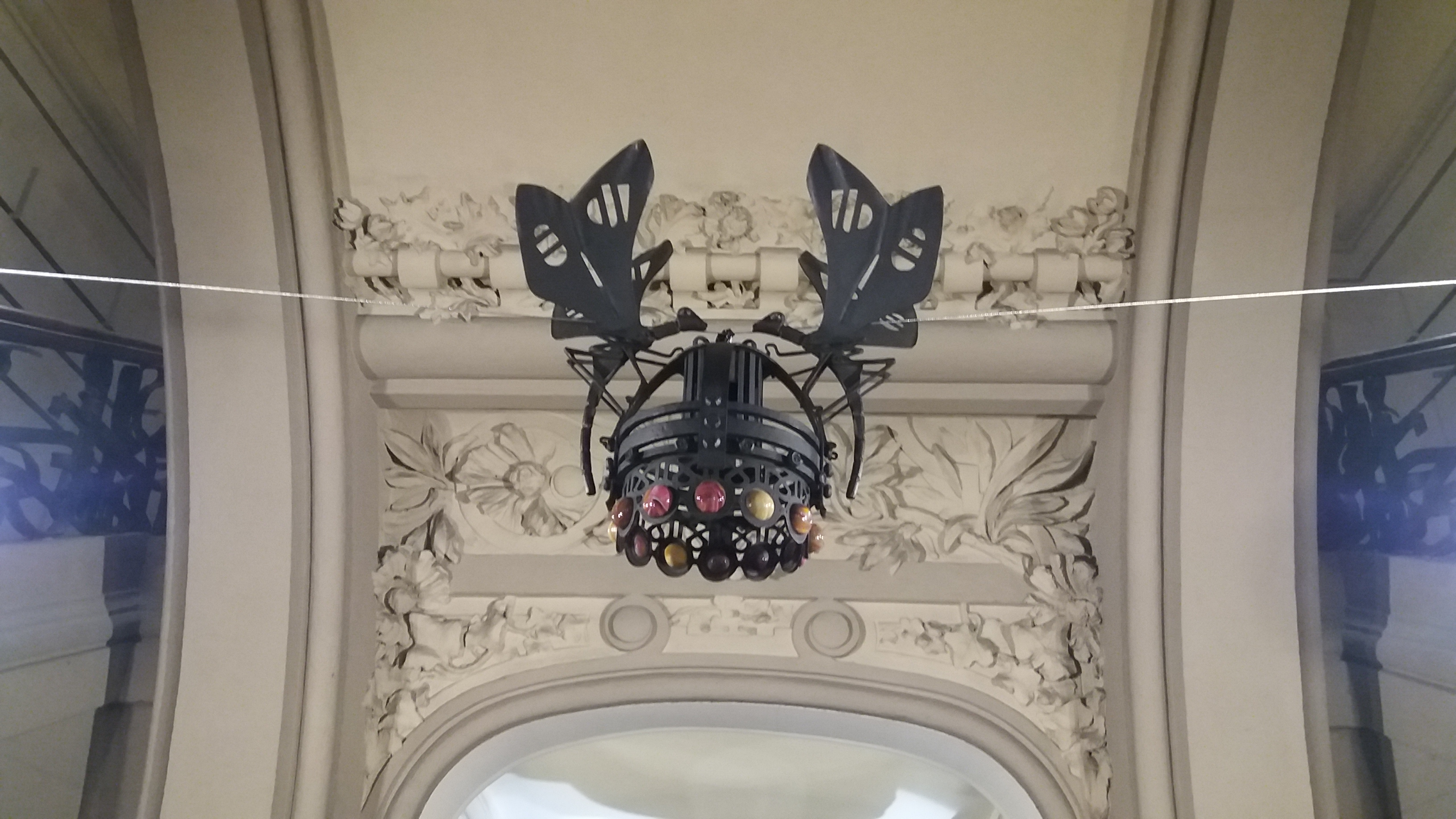
Светильник лестницы